# Jean Bugatti
Jean Bugatti (15 de enero de 1909 - 11 de agosto de 1939) fue un diseñador automovilístico e ingeniero de pruebas francés. Era hijo del industrial del automóvil Ettore Bugatti y sobrino del escultor Rembrandt Bugatti, miembros de la familia que cimentó el prestigio de los coches Bugatti durante las primeras cuatro décadas del siglo XX.

## Biografía
Gianoberto Maria Carlo Bugatti, nacido en Colonia, era el hijo mayor de Ettore Bugatti. Poco después de su nacimiento, la familia se mudó a la aldea de Dorlisheim, cerca de Molsheim en Alsacia (entonces Alemania), donde su padre construyó la nueva planta de fabricación de automóviles Bugatti. Perteneciente a una familia de personas creativas, desde pequeño estuvo interesado en los negocios de su padre. Su abuelo, Carlo Bugatti, había vivido en Francia durante varios años, cuando se mudó de su Milán natal para vivir en París. La familia Bugatti era multilingüe y en Francia, Gianoberto se hizo conocido como Jean. 
Durante la Primera Guerra Mundial, la familia vivió en Milán. Después de la cesión de Alsacia por Alemania a Francia después del final de la guerra en 1919, la compañía quedó sujeta a la jurisdicción francesa. A finales de la década de 1920, el joven Jean Bugatti era una parte integral de la compañía, y ya había demostrado sus habilidades en el diseño de vehículos. En 1932, a la edad de veintitrés años, realizó la mayor parte del diseño para el modelo Type 41 Royale de la compañía. Sus diseños de carrocerías complementaron la habilidad como ingeniero mecánico de su padre, haciendo de Bugatti uno de los nombres más prestigiosos de la fabricación de automóviles.
Además, Jean Bugatti diseñó cuatro carrocerías para los modelos Tipo 57, Ventoux, Stelvio, Atalante y Atlantic. Considerado como el mejor de todos los modelos de la firma, el Bugatti 57 sobrealimentado se presentó en el Salón de París de 1936. También demostró sus habilidades como ingeniero mecánico al trabajar en nuevos sistemas de suspensión independientes, con el fin de reemplazar los ejes delanteros rígidos, e intervenir en las aplicaciones de los motores de árboles de levas dobles. 
Con frecuencia probó los prototipos de la compañía. El 11 de agosto de 1939, mientras probaba el Tipo 57 que acababa de ganar las 24 Horas de Le Mans ese año, falleció en un accidente ocurrido no lejos de la fábrica, en la carretera de acceso controlado cerca del pueblo de Duppigheim. Jean Bugatti, de 30 años, perdió el control de su vehículo y se estrelló contra un árbol, después de golpear a un ciclista que había entrado a la pista a través de un agujero en un seto. Está enterrado en la parcela de la familia Bugatti en el cementerio municipal de Dorlisheim. Un monumento colocado en este lugar conmemora el accidente.